# Lesia Nikituk
Lesia Ivanivna Nikituk (en ucraniano: Леся Іванівна Нікітюк; Jmelnytsky, 19 de octubre de 1987) es una presentadora de televisión, personalidad de la televisión y periodista ucraniana.

## Biografía
En 2012 Lesia se convierte en el líder educativo programas de televisión sobre viajes "Oryol & Reshka".
2013, el canal K1 autor inicia la transmisión de la farándula "Lesya-ZdЄsya".
8 de febrero de 2015, el show comenzó a las 10 de la temporada del programa "Oryol & Reshka", en el que Lesia Nikituk tomó parte junto con otros "colegas" en el espectáculo. 17 de agosto de 2015 salió al aire la segunda parte de "el aniversario" de la temporada "Oryol & Reshka", donde Lesia fue el coanfitrión de nuevo.
En 2015, Lesia Nikituk, junto con Andrey Bednyakov, Regina Todorenko y Zhanna Badoeva protagonizó el video Svetlana Loboda "Pora Domoj".
10 de diciembre de 2015 Lesia Nikituk ha navegado alrededor del mundo con el programa de televisión "Oryol & Reshka". Show de lanzamientos programados para el mes de febrero 2016.